# Marraqueta
La  marraqueta —también llamada pan batido o pan francés en algunas zonas de Chile, y pan de batalla en Bolivia— es un tipo de pan propio de Sudamérica, consumido principalmente en Chile, Bolivia y la costa de Perú.
Este pan está elaborado a base de harina blanca de trigo, agua, levadura y sal, y requiere más tiempo de fermentación que otros panes; no contiene grasas y se caracteriza por su forma peculiar —agrupa «panes pequeños [...] en una sola pieza [que] pueden [...] separarse con facilidad»— y por ser crujiente.
En mayo de 2024, la marraqueta fue catalogada como el tercer mejor pan del mundo por el sitio web TasteAtlas.

## Nombres alternativos
En Chile también se le denomina «pan batido» en las regiones de Antofagasta y Valparaíso, y «pan francés» en algunas zonas del norte chico y sur del país.
En Bolivia también se le llama «pan de batalla».

## Origen

### Chile
A mediados del siglo XIX, el botánico y naturalista francés Claudio Gay sugirió que el consumo de este tipo de pan habría comenzado en Chile en el siglo XVIII. Algunas fuentes señalan que este tipo de pan ha existido en Chile desde la época de la independencia. El historiador Benjamín Vicuña Mackenna —quien dio indicios de que la primera panadería en Chile dataría de 1648— señaló que la marraqueta, entonces llamada «pan francés», habría sido creada en 1810 en la panadería del español Ambrosio Gómez, ubicada en el sector santiaguino de La Chimba junto al puente de Calicanto.
Una historia ha atribuido su llegada a dicho país por medio de dos hermanos panaderos franceses de apellido Marraquette —o Teran-Marraquett—, quienes habrían residido en Valparaíso a principios del siglo XX, pero no existe registro alguno que acredite su existencia, por lo que posiblemente sea apócrifa.

### Perú
A raíz de la guerra del Pacífico (1879-1884), la ciudad de Tacna se mantuvo bajo administración chilena desde 1880 hasta 1929. Herencia de ese período es la elaboración de la marraqueta tacneña, de forma alargada y crujiente.

### Bolivia

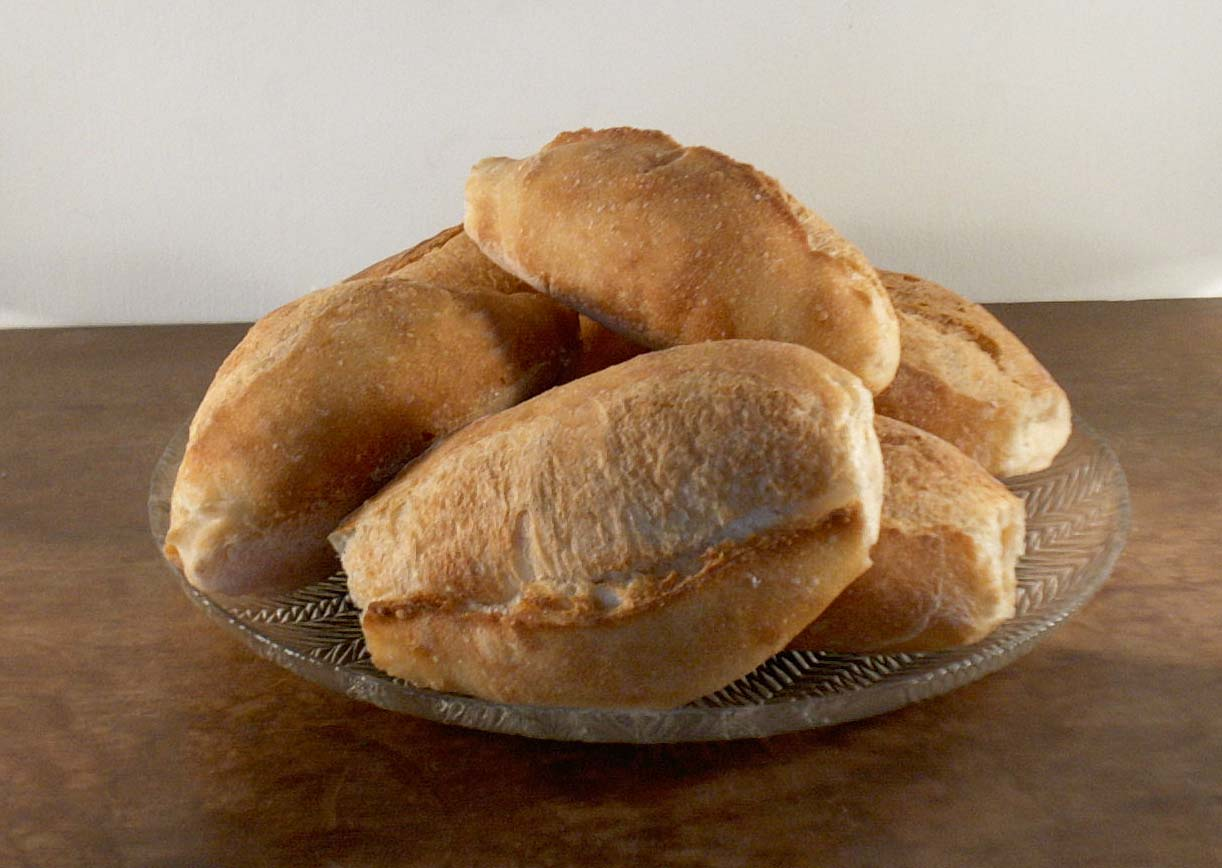
Marraqueta boliviana.

Existen dos versiones sobre su origen. La primera es la de la historiadora Florencia Durán de Lazo de la Vega, que sugiere que habría sido traída por el griego Constantino Callispieris, quien en 1908 habría llegado primero a Chulumani y luego a La Paz, donde inició un negocio con su receta en la calle Bueno y prosperó posteriormente en la zona de Miraflores. La segunda es la del historiador Antonio Paredes Candia, quien la atribuye a los hermanos daneses Andrés y Wigo Rasmussen, doctores en panadería y pastelería en la Universidad de Copenhague, quienes llegaron a La Paz en la década de 1920.[cita requerida]

## Información nutricional
Una unidad de marraqueta chilena consiste en «dos de los cuatro cuartos en la que está dividida». Desde un punto de vista dietético, cada unidad pesa 100 gramos y contiene entre 200 calorías sin miga y 280 con miga (otras fuentes indican que los 100 gramos de marraqueta equivalen a 267, 279, y 270-294 calorías). Una marraqueta contiene cerca de 500 mg de sodio, y entre sus beneficios se cuentan que no contiene colesterol ni grasas saturadas, es muy baja en grasa total y baja en carbohidratos y azúcares.

### Ingredientes
Este tipo de pan se elabora con cuatro ingredientes: agua, harina blanca de trigo, levadura y sal.

## Consumo

### Chile
En Chile, donde el consumo de pan factura anualmente más de USD 1300 millones, el 70 % corresponde a la marraqueta —el 20 % a la hallulla, y el resto a la baguette, al «pan frica», y a los panes campesinos: churrasca, tortilla de rescoldo, pan amasado y el pan de Chiloé—, considerada el «pan más transversal de Chile [..., el] que nos identifica como chilenos». Después de Turquía y Rusia, Alemania comparte el tercer puesto de consumidor de pan a nivel mundial con Chile, donde se consumen anualmente 89 kg por persona.
La Asociación Gremial de Industriales del Pan de Santiago (Indupan A. G.) instauró el concurso anual «La mejor marraqueta de Santiago» en 2011. La misma asociación gremial celebró el «Día del choripán en marraqueta» en septiembre de 2016 y lanzó el concurso «El mejor pan de Pascua» en 2021.
Un dicho popular acuñado por Luis Álamos —entrenador de los clubes de fútbol Universidad de Chile y Colo-Colo, y de la selección chilena— dice que, cuando hay alegrías importantes para el pueblo o cuando un club gana un campeonato, al día siguiente «la marraqueta está más crujiente y el té más dulce».

### Bolivia
La marraqueta es principalmente consumida en La Paz, donde, por iniciativa de la Federación de Trabajadores Asalariados en Harina, se bautizó una calle con el nombre de este tipo de pan. En 2006, la marraqueta fue declarada patrimonio cultural e histórico de la ciudad de La Paz por la prefectura del departamento.

### Perú
La marraqueta es un pan crocante que es popular en la costa peruana, especialmente en el departamento de Tacna, que limita con Chile, donde sirve de acompañamiento al picante a la tacneña, plato típico de la zona. Desde 2005, en la ciudad de Tacna se ha realizado cada agosto el Festival del Pan Marraqueta.

### Otros países
En Argentina, el término «marraqueta» se vincula al término lunfardo «marroco», cuyo significado es 'pan felipe'.

## Galería

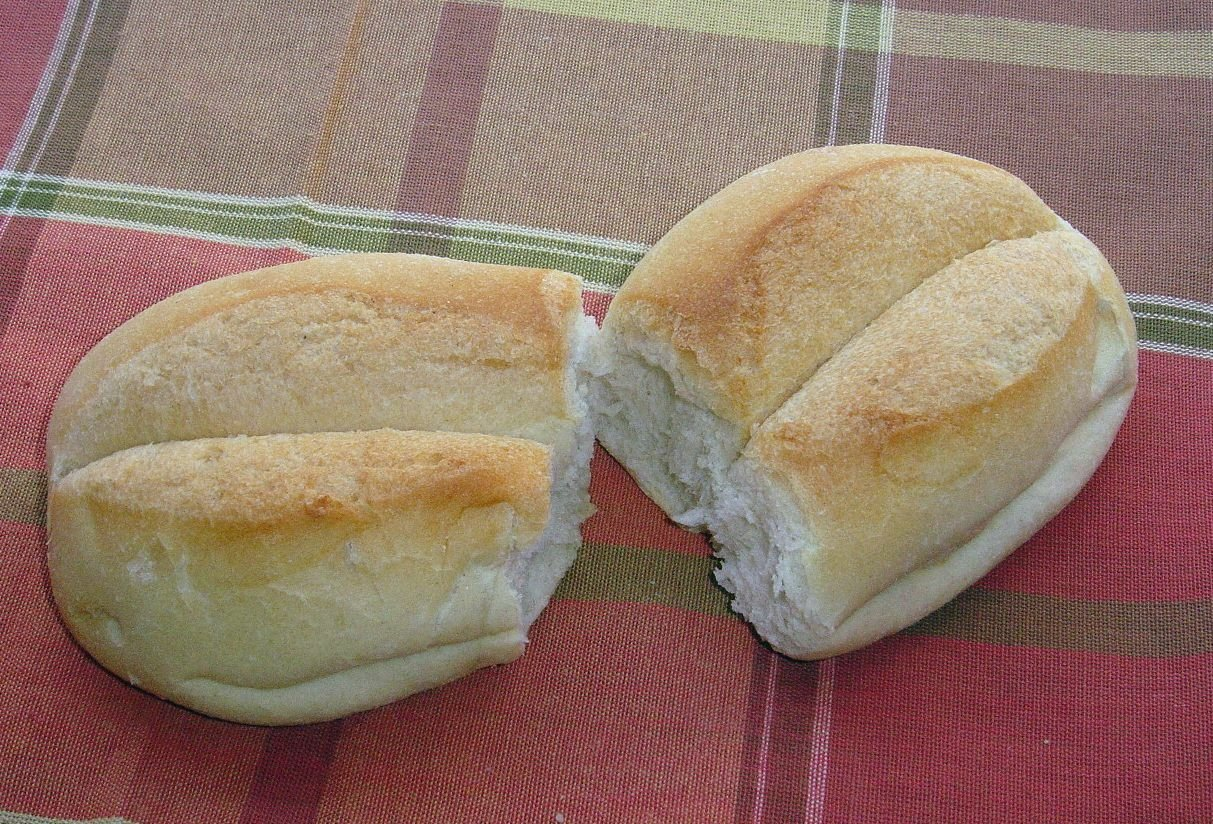
Marraquetas chilenas.
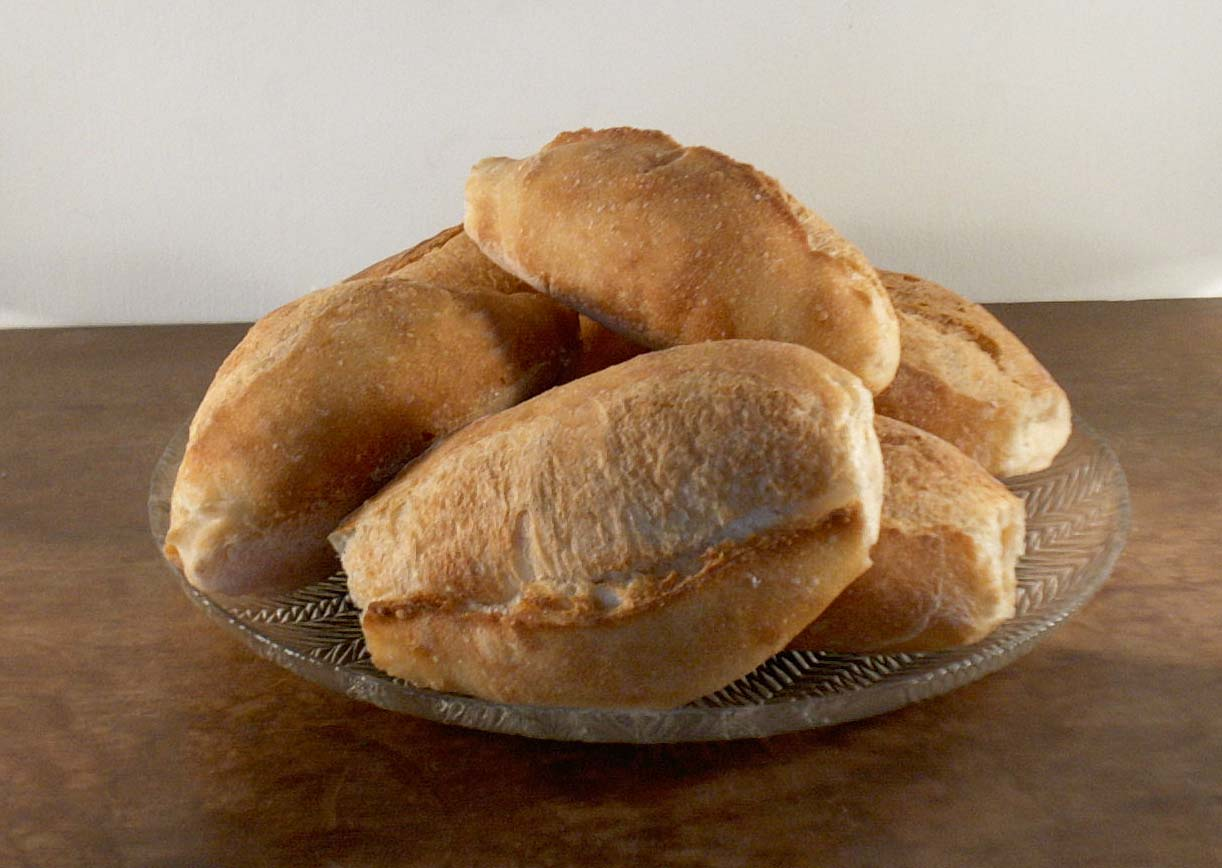
Marraquetas paceñas.
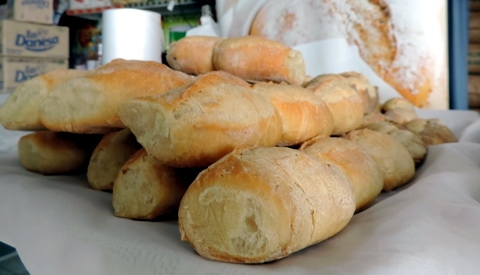
Marraquetas tacneñas.